# André Domingos
André Domingos da Silva (Santo André, 26 novembre 1972) è un ex velocista brasiliano.

## Palmarès
| Anno | Manifestazione      | Sede             | Evento      | Risultato | Prestazione | Note                |
| ---- | ------------------- | ---------------- | ----------- | --------- | ----------- | ------------------- |
| 1995 | Giochi panamericani | Mar del Plata    | 100 m piani | Bronzo    | 10"23       |                     |
| 1996 | Giochi olimpici     | Atlanta          | 4×100 m     | Bronzo    | 38"41       |                     |
| 1999 | Universiadi         | Palma di Maiorca | 100 m piani | Oro       | 10"34       |                     |
| 1999 | Giochi panamericani | Winnipeg         | 4x100 m     | Oro       | 38"18       | Record dei Giochi   |
| 1999 | Mondiali            | Siviglia         | 4×100 m     | Bronzo    | 38"45       | Record sudamericano |
| 2000 | Giochi olimpici     | Sydney           | 200 m piani | Batteria  | 20"95       |                     |
| 2000 | Giochi olimpici     | Sydney           | 4×100 m     | Argento   | 37"90       | Record nazionale    |
| 2003 | Giochi panamericani | Santo Domingo    | 200 m piani | Bronzo    | 20"68       |                     |
| 2003 | Mondiali            | Parigi           | 4×100 m     | Argento   | 38"26       |                     |